# Sphenomorphinae
Die Sphenomorphinae sind die artenreichste Unterfamilie der Skinke (Scincidae). Mit Ausnahme von Südamerika kommt sie fast weltweit in allen tropischen und subtropischen Gebieten vor. Verbreitungsschwerpunkt mit mehr als 230 Arten in 23 Gattungen ist Australien. Südostasien ist das zweitartenreichste Gebiet.

## Merkmale
Diagnostische Merkmale der Sphenomorphinae sind neun Zähne auf der Prämaxillare (weniger bei Ctenotus und bei grabend lebenden Arten), eine offene Meckelsche Furche (eine Öffnung in der mittleren (inneren) Oberfläche des Unterkiefers, von der der Meckelsche Knorpel ausgeht). Die beiden Teile des paarigen Scheitelbeins (Os parietale) berühren einander hinter der Interparietale. Das Scheitelbein wird entlang seiner hinteren Seitenränder durch zwei oder mehrere Schläfenbeinknochen und die Nuchale begrenzt. Die inneren Präanalschuppen überlappen die äußeren, die Schuppen auf der Oberseite des vierten Zeh stehen in zwei oder mehreren Reihen, die mindestens über die Hälfte der Zehenbasis reichen. Die Iris ist variabel und entweder blass oder so dunkel wie die Pupille. Der Hemipenis besteht aus einer relativ langen, dünnen Basis und gabelt sich dann in zwei lange, dünne Abschnitte.

## Systematik

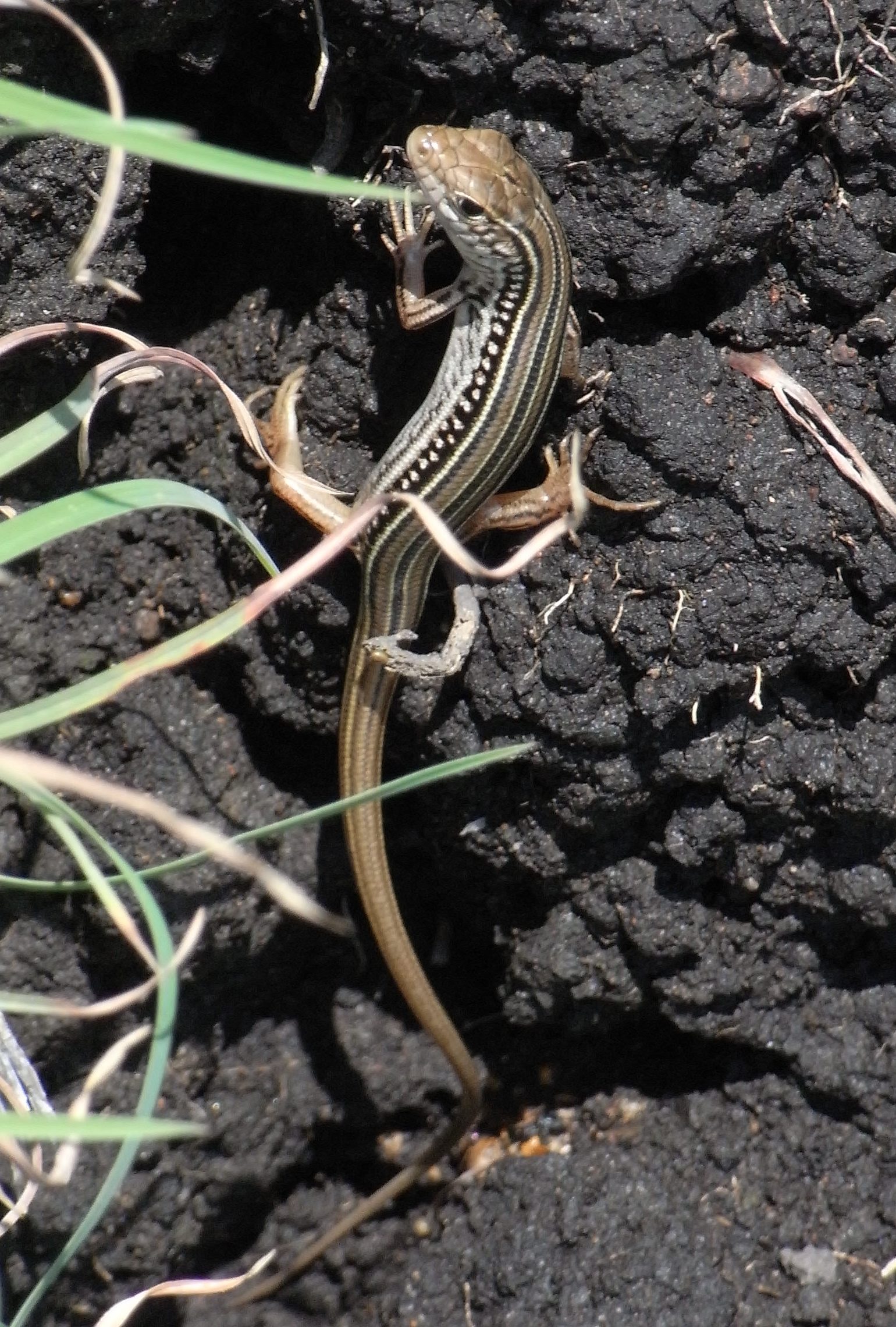
Ctenotus robustus

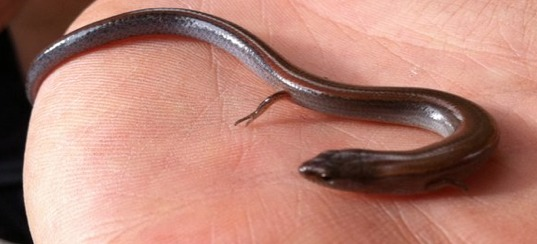
Hemiergis quadrilineata

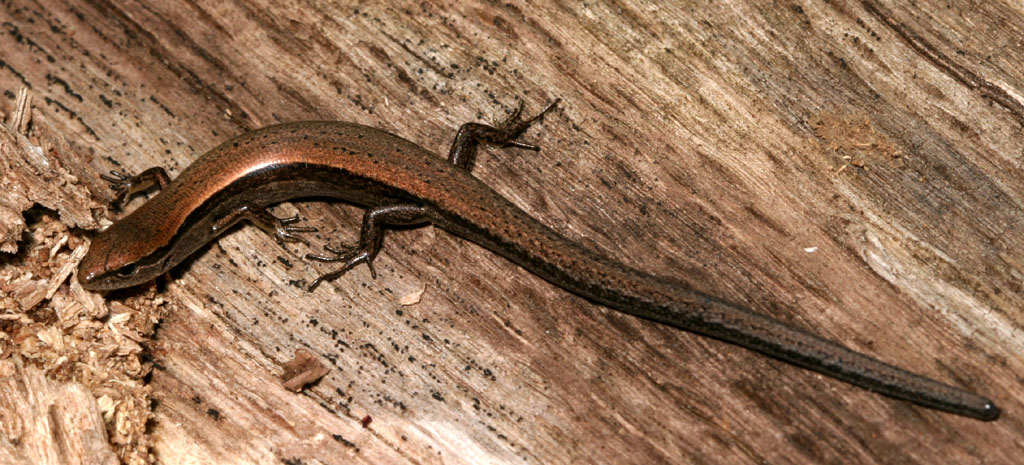
Amerikanischer Zwergskink (Scincella lateralis)

Zu den Sphenomorphinae gehören 563 Arten, die folgenden Gattungen zugeordnet werden:
- Anomalopus Duméril & Duméril, 1851
- Asymblepharus Eremchenko & Shcherbak, 1980
- Calyptotis De Vis, 1886
- Coeranoscincus Greer & Cogger, 1985
- Coggeria Couper, Covacevich, Marsterson & Shea, 1996
- Concinnia Wells & Wellington, 1984
- Ctenotus Storr, 1964
- Glatte Nachtskinke (Eremiascincus Greer, 1979)
- Eulamprus Fitzinger, 1843
  - Blue-Mountains-Wasserskink (Eulamprus leuraensis)
- Fojia Greer & Simon, 1982
- Glaphyromorphus Wells & Wellington, 1984
- Hemiergis Wagler, 1830
- Insulasaurus Taylor, 1925
- Isopachys Lönnberg, 1916
- Kaestlea Eremchenko & Das, 2004
- Lankascincus Greer, 1991[An 1]
- Larutia Böhme, 1981
- Leptoseps Greer, 1997
- Lerista Bell, 1833
- Lipinia Gray, 1845
- Nangura Covacevich, Couper & James, 1993
- Notoscincus Fuhn, 1969
- Ophioscincus Peters, 1874
- Otosaurus Gray, 1845
- Papuascincus Allison & Greer, 1986
- Parvoscincus Ferner, Brown & Greer, 1997
- Pinoyscincus Linkem, Diesmos & Brown, 2011
- Prasinohaema Greer, 1974
- Ristella Gray, 1839[An 1]
- Saiphos Gray, 1839
- Scincella Mittleman, 1950
- Silvascincus Skinner, Hutchinson & Lee, 2013
- Waldskinke (Sphenomorphus  Fitzinger, 1843)
- Tropidophorus Duméril & Bibron, 1839
- Tumbunascincus Skinner, Hutchinson & Lee, 2013
- Tytthoscincus Linkem, Diesmos & Brown, 2011

Die Unterfamilie Sphenomorphinae wurde 1982 durch den Herpetologen Kenneth R. G. Welch aufgestellt. 2014 schlug der Herpetologe Stephen Blair Hedges vor, der Gruppe den Rang einer Familie (Sphenomorphidae) zu geben.

## Anmerkung
1. 1 2  Hedges stellt die Gattungen Lankascincus und Ristella in die neu aufgestellte Familie Ristellidae.